# Frankrike i olympiska sommarspelen 1960
Frankrike deltog med 238 deltagare vid de olympiska sommarspelen 1960 i Rom. Totalt vann de två silvermedaljer och tre bronsmedaljer.

## Medaljer

### Silver
- Michel Jazy - Friidrott, 1 500 meter.
- Robert Dumontois, Claude Martin, Jacques Morel, Guy Nosbaum och Jean Klein - Rodd, fyra med styrman.

### Brons
- Abdoulaye Seye - Friidrott, 200 meter.
- Guy Lefrant, Jehan Le Roy, Jack Le Goff och Pierre Durand - Ridsport, fälttävlan.
- René Schiermeyer - Brottning, weltervikt.